# Proablepharus reginae
Espèce
Synonymes
- Ablepharus reginae Glauert, 1960

Statut de conservation UICN

 LC  : Préoccupation mineure
Proablepharus reginae est une espèce de sauriens de la famille des Scincidae.

## Répartition

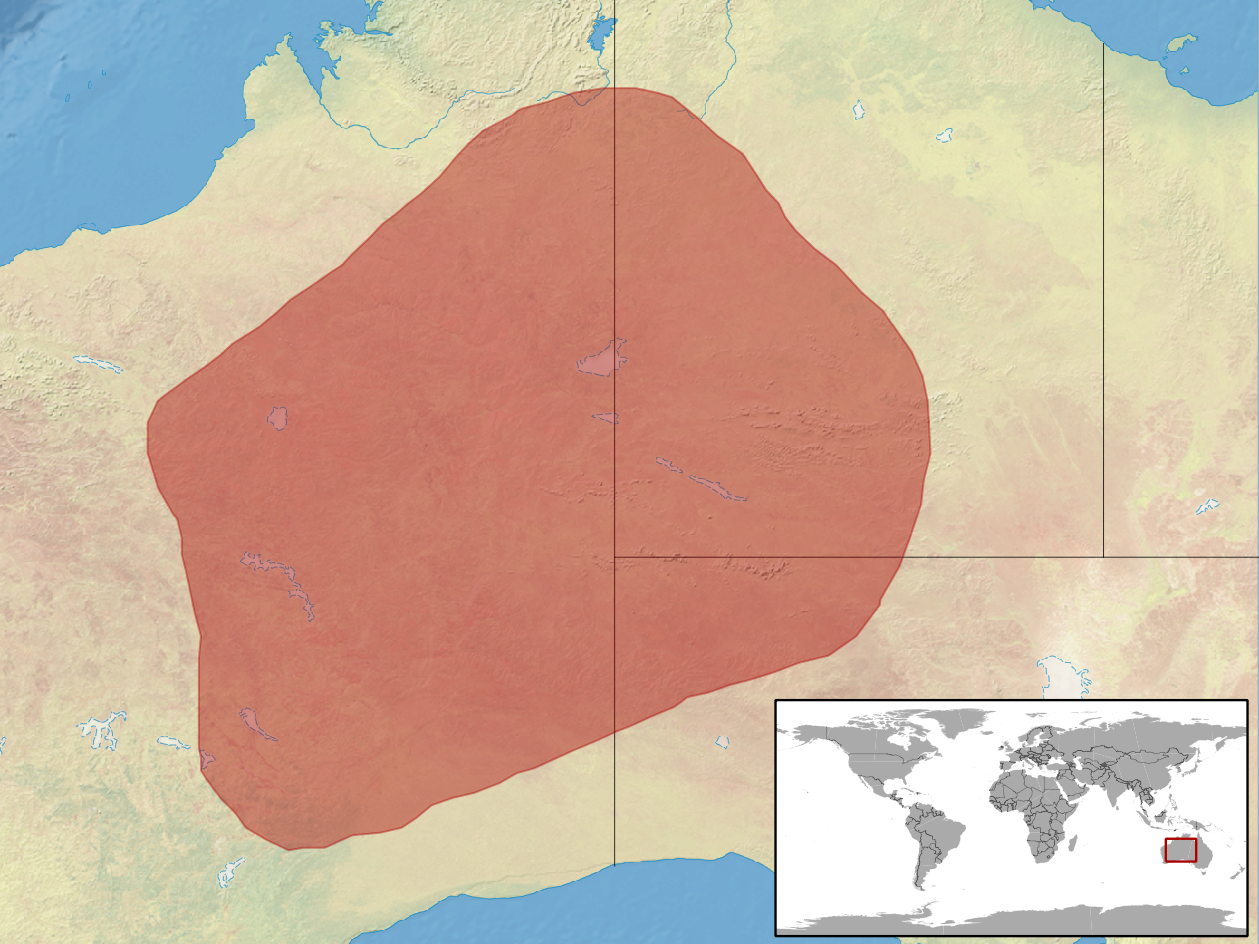
Répartition de l'espèce.

Cette espèce est endémique d'Australie. Elle se rencontre en Australie-Occidentale, dans le Territoire du Nord et en Australie-Méridionale.

## Étymologie
Cette espèce est nommée en référence au lieu de sa découverte : Queen Victoria Spring (que l'on peut traduire par la source de la reine Victoria), en effet reginae vient du latin regina, et signifie la reine.

## Publication originale
- Glauert, 1960 : Herpetological miscellanea. XII. The family Scincidae in Western Australia. Pt. 3. The genus Ablepharus. The Western Australian Naturalist, vol. 7, no 5, p. 115-122.